# Il ballo del potere
Il ballo del potere è un singolo del cantautore italiano Franco Battiato, pubblicato nel 1998 dalla Mercury Records come estratto dall'album Gommalacca.
È stato pubblicato su CD in due edizioni, rispettivamente con due e quattro tracce.

## Descrizione
Il ballo del potere (radio edit) è più breve di circa dieci secondi rispetto alla canzone sull'album e ha le ultime due strofe invertite. Coincide infatti con l'audio utilizzato nel videoclip della canzone, diretto da Francesco Fei, dove Andrea Pezzi, che recita l'ultima strofa, appare appunto sul finale.
Le tracce bonus sono tre demo: Stage Door, dall'arrangiamento diverso rispetto al provino sul singolo di Shock in My Town, Emma, che sarà cantato da Patty Pravo in Notti, guai e libertà, e L'incantesimo, reinterpretato da Battiato negli album Last Summer Dance e Inneres Auge.

## Tracce

### Singolo
Musiche di Franco Battiato.
1. Il ballo del potere (radio edit) – 4:14 (testo: Franco Battiato e Manlio Sgalambro)
2. Emma (demo) – 3:35 (testo: Manlio Sgalambro)

Durata totale: 7:49

### EP
Musiche di Franco Battiato.
1. Il ballo del potere (radio edit) – 4:14 (testo: Franco Battiato e Manlio Sgalambro)
2. Stage Door 2 (demo) – 4:05 (testo: Franco Battiato e Manlio Sgalambro)
3. Emma (demo) – 3:35 (testo: Manlio Sgalambro)
4. L'incantesimo (demo) – 3:48 (testo: Manlio Sgalambro)

Durata totale: 15:42